# (21896) 1999 VM6
1999 في أم 6 (ويعرف أيضًا باسم (21896) 1999 في أم 6 وفق تسمية الكوكب الصغير) (بالإنجليزية: 1999 VM6)‏ هو كويكب ضمن حزام الكويكبات؛ وترتيبه 21896 من حيث الاكتشاف.
اكتُشف هذا الجُرم الفلكي بواسطة تاكيشي أوراتا ‏ في 7 نوفمبر 1999.

## وصلات خارجية
- (21896) 1999 VM6 في قاعدة بيانات مختبر الدفع النفاث لأجرام النظام الشمسي الصغيرة

- الاكتشاف · مخطط المدار ·  العناصر المدارية · المعلمات المادية

- (21896) 1999 VM6 على موقع ويكي سكاي: DSS2, SDSS, GALEX, IRAS, Hydrogen α, X-Ray, Astrophoto, Sky Map, Articles and images